# اولنه (وین)
اولنه (به فرانسوی: Aulnay) یک کمون در فرانسه است که در canton of Moncontour واقع شده‌است. اولنه ۸٫۰۱ کیلومتر مربع مساحت دارد ۲۸۰ متر بالاتر از سطح دریا واقع شده‌است.